# Nepetoideae
Nepetoideae („šantové“) jsou co do počtu rodů i druhů nejrozsáhlejší podčeledí čeledi hluchavkovité (Lamiaceae). Zahrnují 105–130 rodů a 3600–3700 druhů rostlin (tedy přibližně polovinu taxonů čeledi). Jsou to převážně byliny, polokeře a keře, zřídka i stromy, kosmopolitně rozšířené, s těžištěm v teplých oblastech severního mírného pásu. Spadá sem značné množství starých kulturních rostlin, oblíbených aromatických bylin a léčivek, mnohé druhy jsou pěstovány též pro okrasu.
Podle všech dosavadních výzkumů je podčeleď monofyletická, morfologicky dobře vymezená; dále se dělí do tří tribů. Její stáří se odhaduje zhruba na 57–63 milionů let, což odpovídá vzniku počátkem paleocénu. Největšími rody jsou šalvěj (Salvia s. l., více než 900 druhů), Plectranthus (300), Hyptis (280), mateřídouška (Thymus, 220) a šanta (Nepeta, více než 200). V české flóře jsou Nepetoideae poměrně hojně se vyskytující skupinou rostlin, v aktuálním Klíči ke květeně ČR se udává zastoupení celkem 18 rodů včetně příležitostně zplaňujících neofytů.

## Synonyma
- Glechomaceae Martynov, Mellitidaceae Martynov, Menthaceae Burnett, Nepetaceae Horaninow, Salviaceae Rafinesque[4]

## Popis
Bylinní zástupci mají často čtyřhrannou lodyhu. Listy jsou vstřícné, obvykle křižmostojné, většinou jednoduché, jen zřídka složené. Oboupohlavné květy jsou pětičetné, souměrné, rozlišené na kalich a korunu. Kališní i korunní lístky jsou srostlé. Kalich bývá trubkovitý, koruna buď formuje výrazný dvojitý pysk (např. u šalvěje), nebo je horní pysk nevýrazný a spodní rozdělen do několika cípů (např. mateřídouška). Ze čtyř tyčinek mohou být dvě přeměněny na pouhá staminodia, čnělka pestíku je gynobazická, dvojitě rozeklaná. Pylové zrno je tříjaderné, hexakolpátní.
Rostliny této podčeledi obsahují množství organických látek, zejména silic, díky nimž bývají silně aromatické. Taxonomicky specifická je přítomnost kyseliny rozmarínové a těkavých terpenoidů (např. nepetoidin A a B, betainen a mnoho dalších).

## Zástupci

### TribusElsholtziae
- Klasnatka (Elsholtzia), perila (Perilla), kolinsonie (Collinsonia), Mosla, Perillula, Ombrocharis, Keiskea

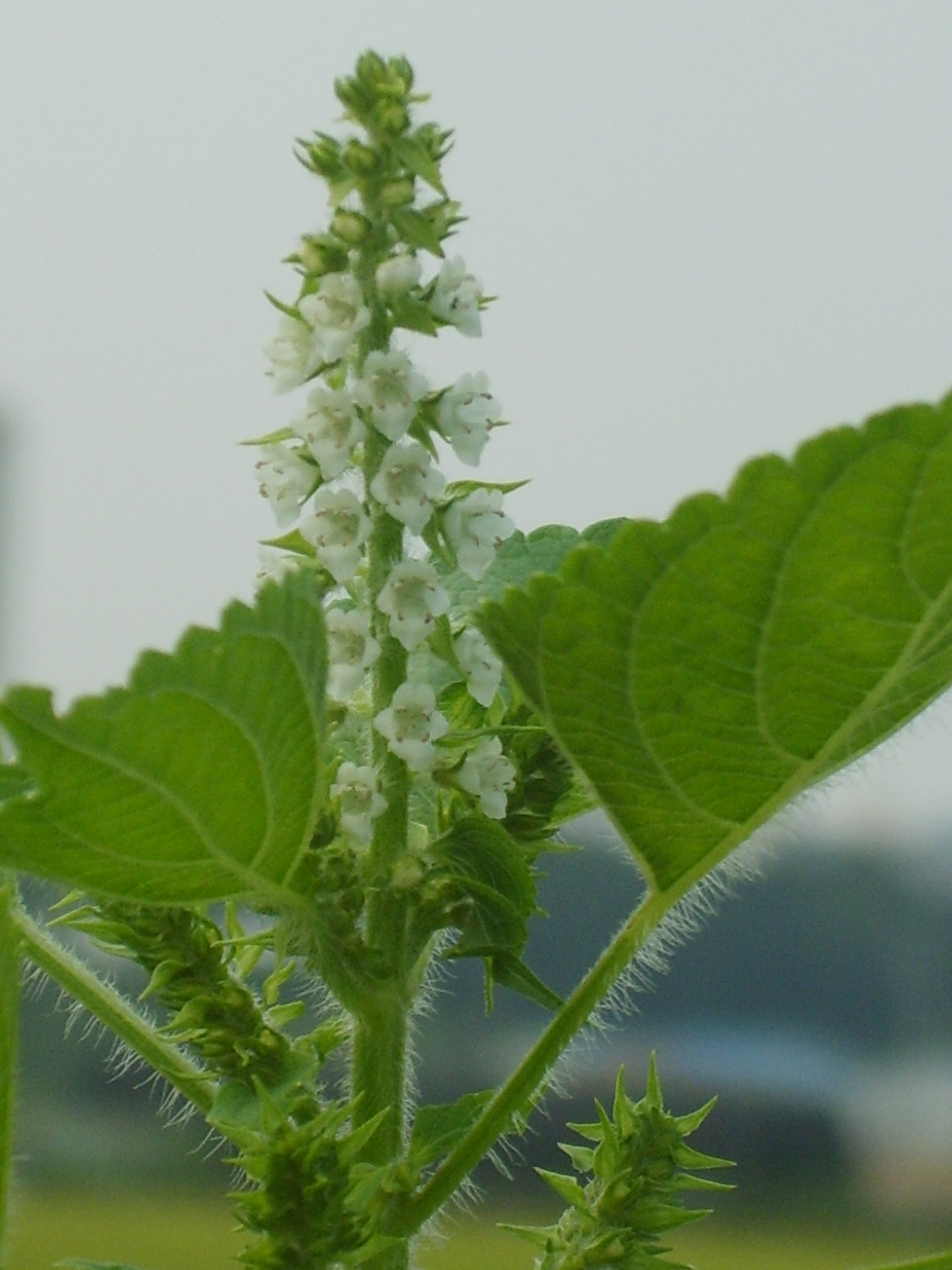
Perilla frutescens
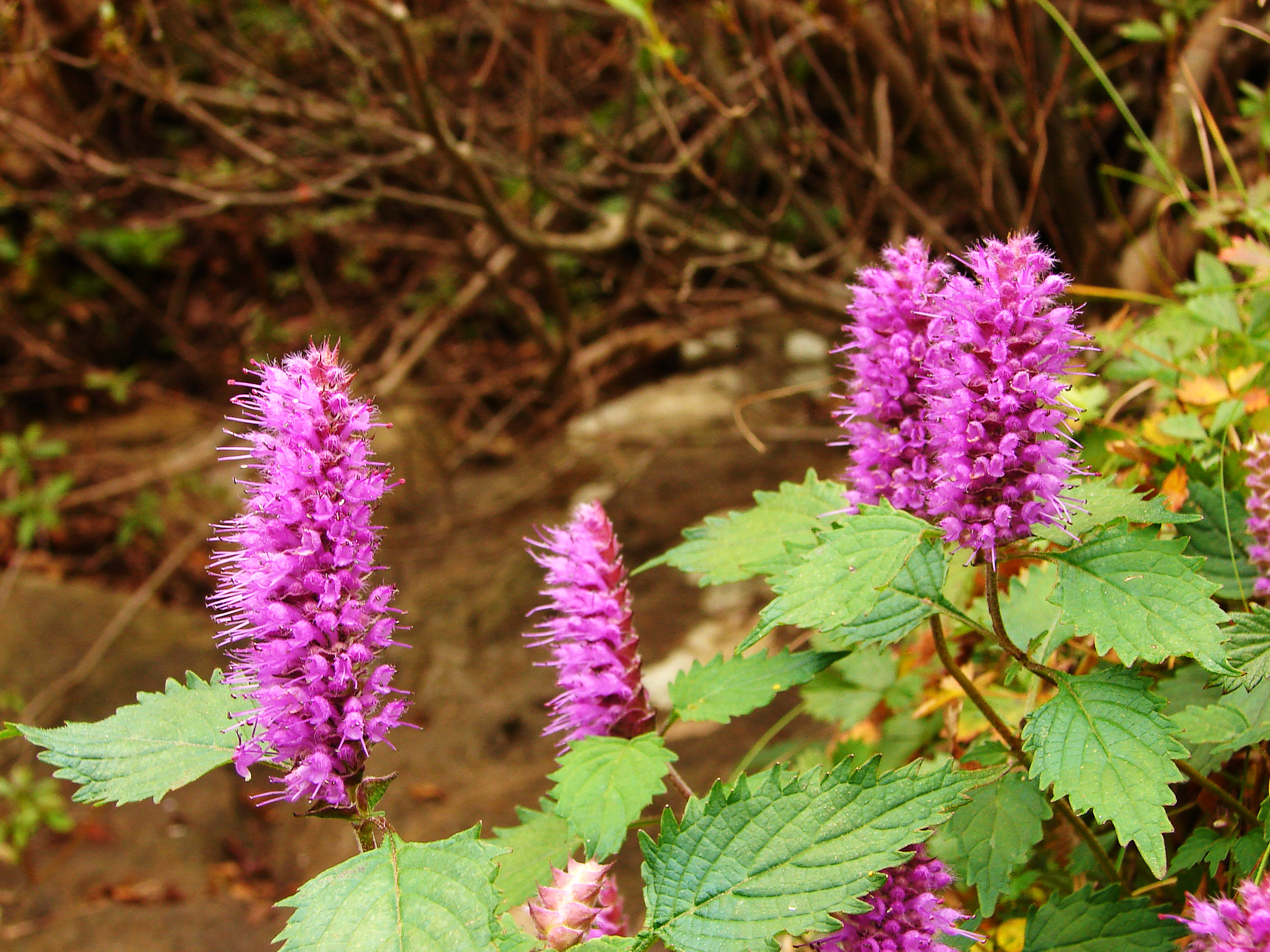
Elsholtzia splendens – klasnatka
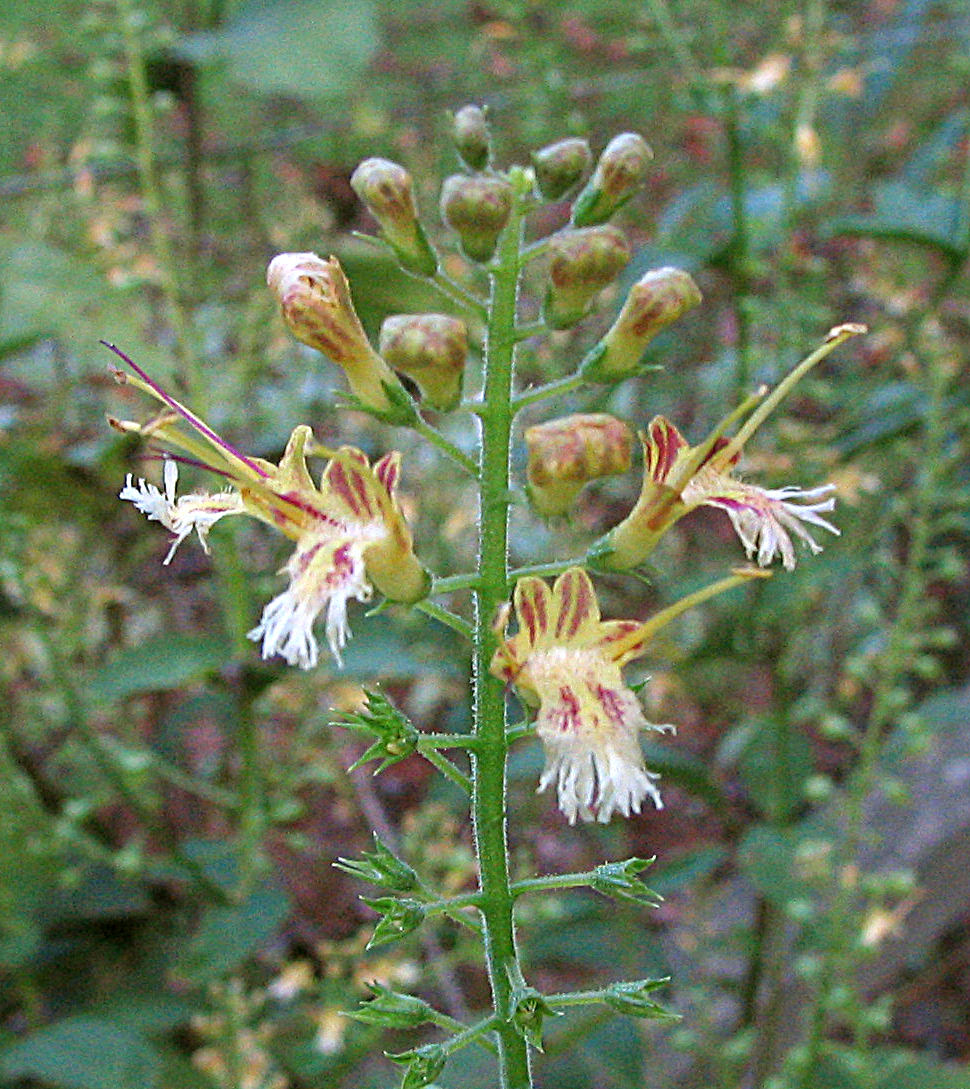
Collinsonia canadensis

### TribusOcimae
- Levandule (Lavandula), bazalka (Ocimum), molice (Plectranthus), hoslundie (Hoslundia), trubkovec (Orthosiphon), Aeollanthus, Alvesia, Anisochilus, Asterohyptis, Basilicum, Benguellia, Cantinoa, Capitanopsis, Catoferia, Condea, Cyanocephalus, Dauphinea, Endostemon, Eplingiella, Eriope, Eriopidion, Fuerstia, Gymneia, Hanceola, Haumaniastrum, Hypenia, Hyptidendron, Hyptis, Isodon, Leptohyptis, Marsypianthes, Martianthus, Medusantha, Oocephalus, Platostoma, Pycnostachys, Rhaphiodon, Siphocranion, Syncolostemon, Tetradenia, Thorncroftia

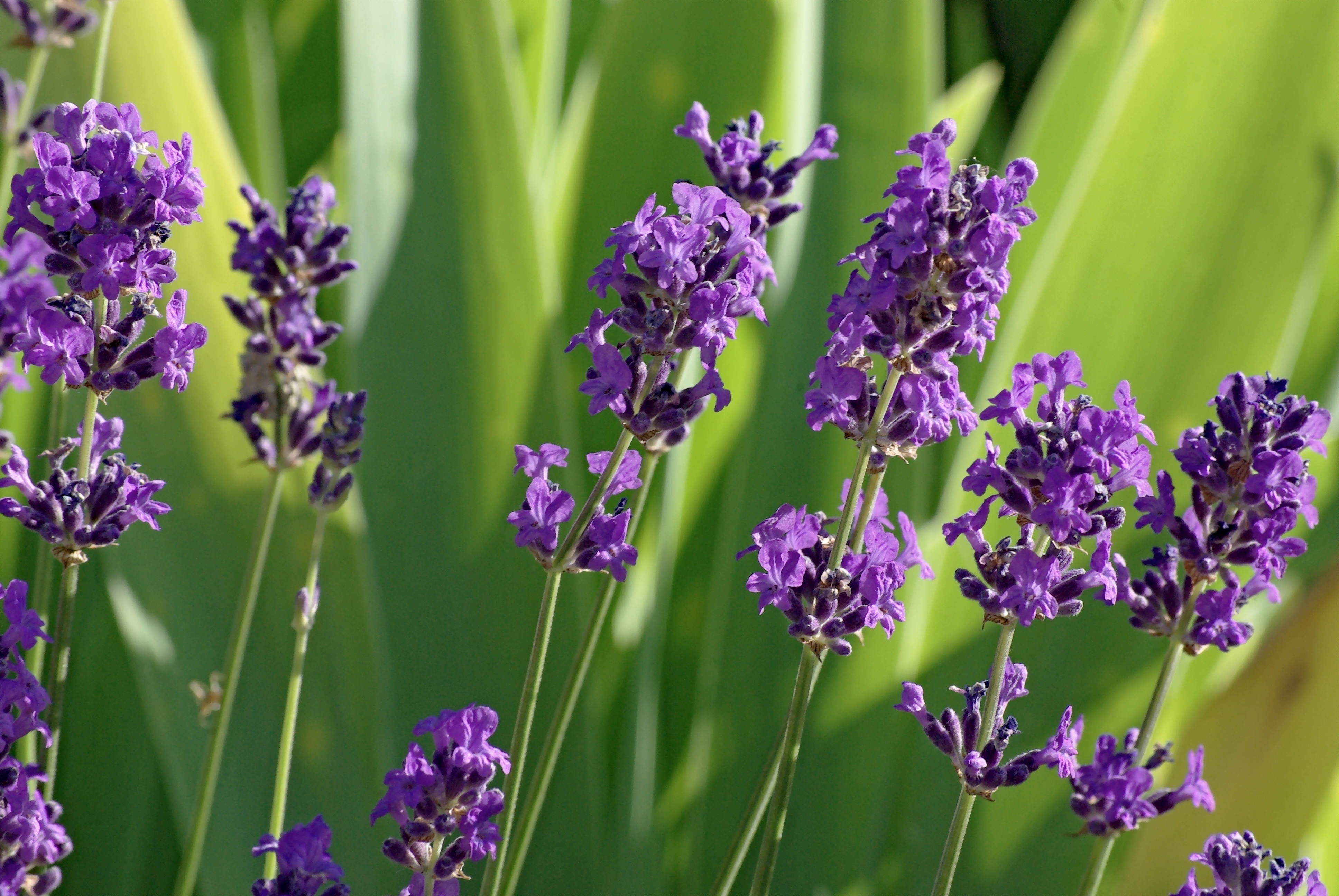
Levandule
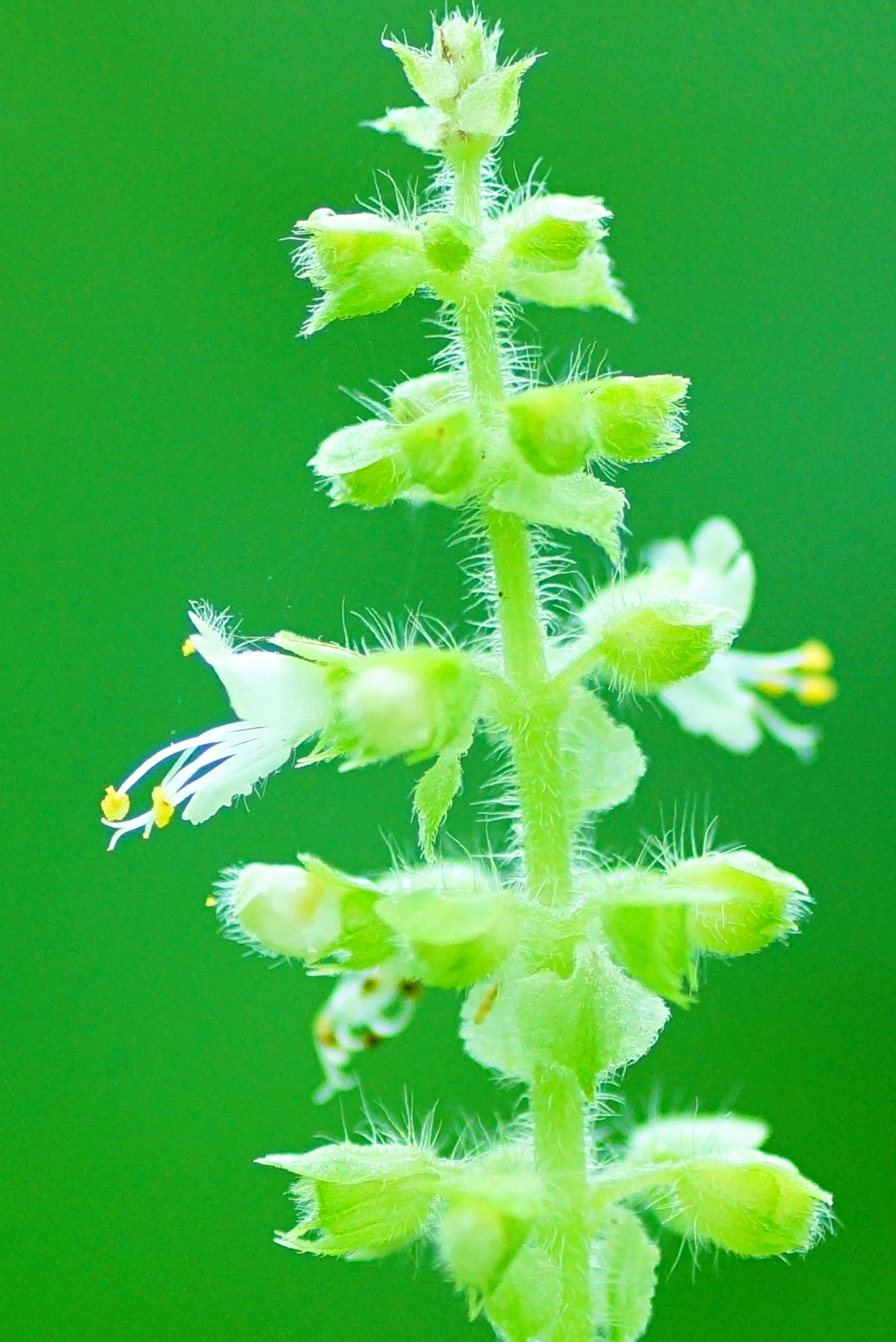
Detail květenství bazalky
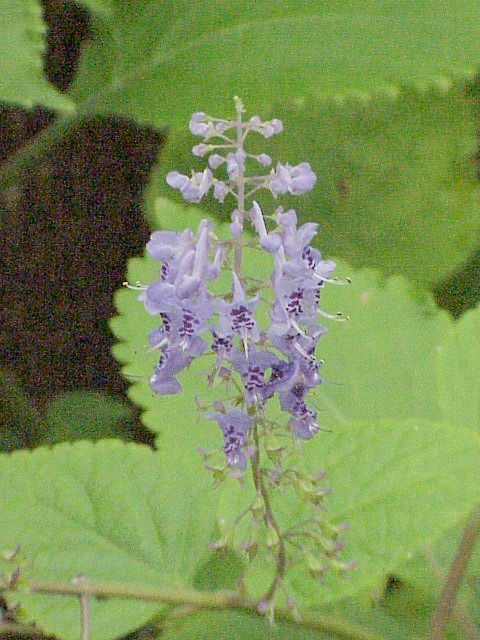
Kvetoucí molice (rýmovník)
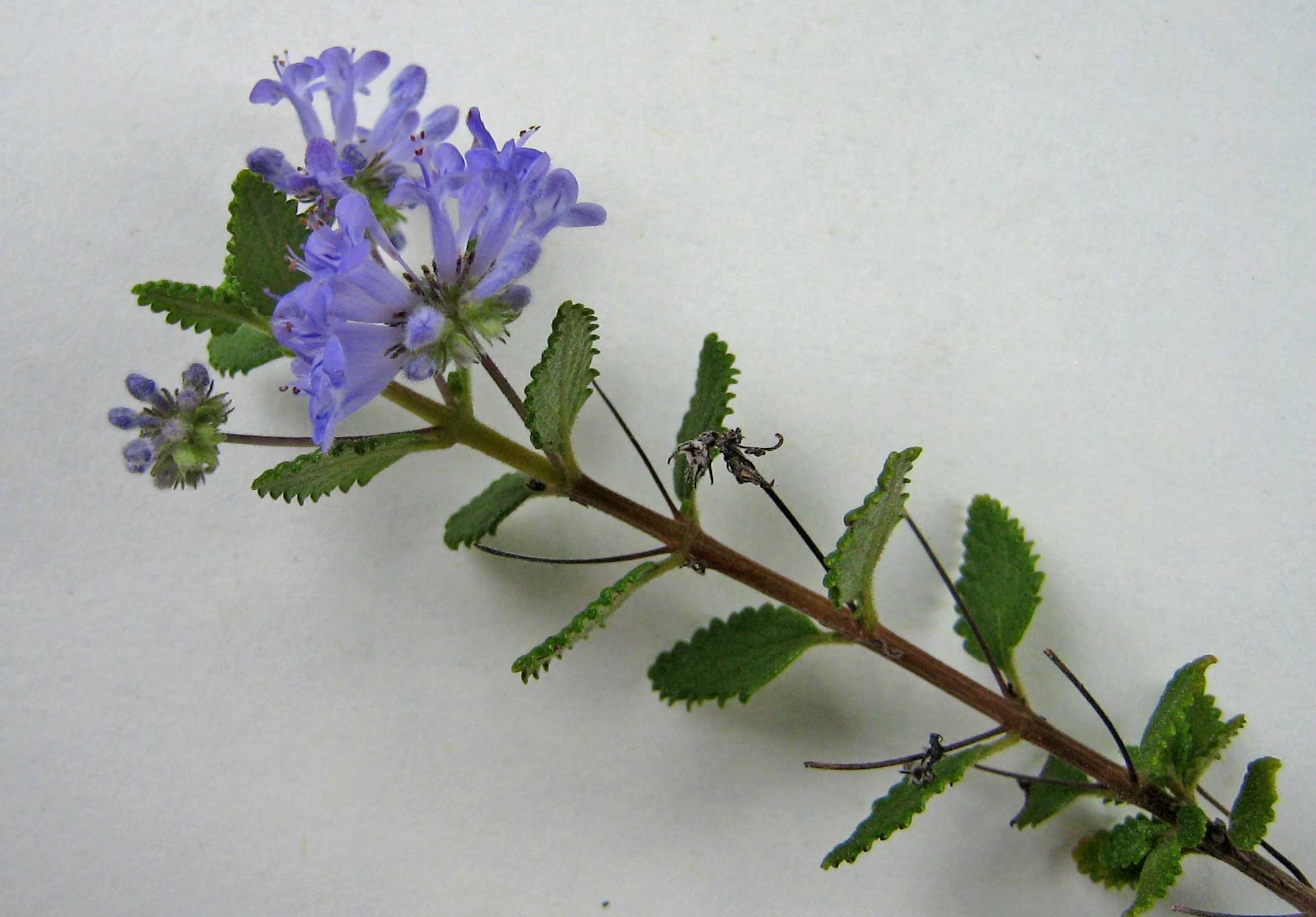
Hyptis fruticosa
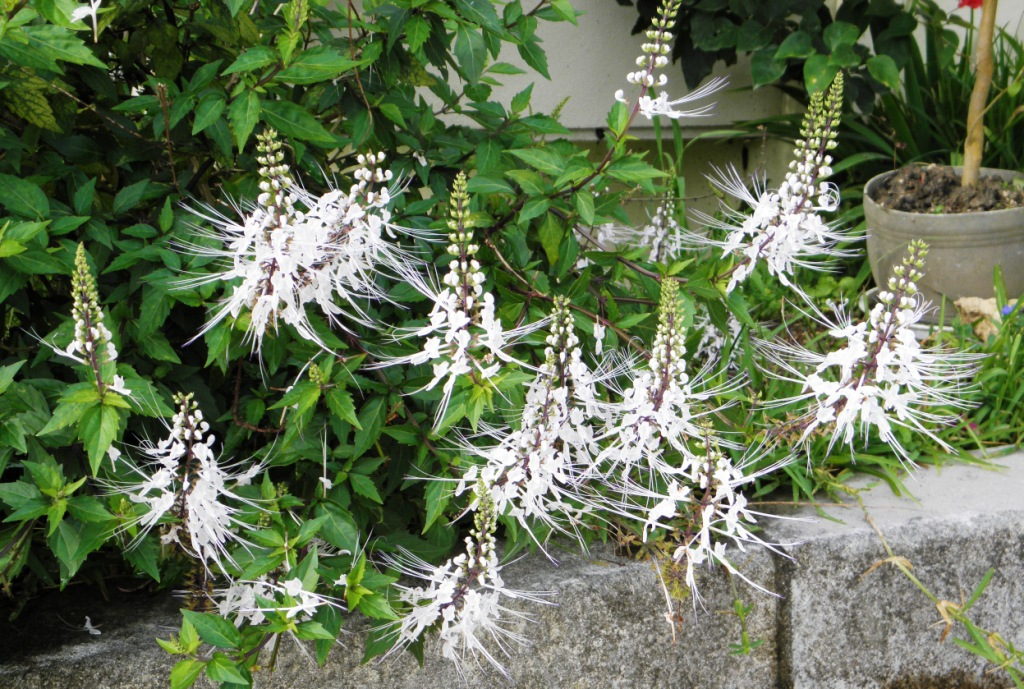
Kvetoucí trubkovec (Orthosiphon aristatus)

### TribusMenthae
Subtribus Lycopinae
- Karbinec (Lycopus)

Subtribus Prunellinae
- Černohlávek (Prunella), Cleonia, Horminum

Subtribus Menthinae
- Acanthomintha, Blephilia, Bystropogon, klinopád (Clinopodium, včetně rodů Calamintha a Acinos), Conradina, Cuminia, Cunila, Cyclotrichium, Dicerandra, Eriothymus, Glechon, Gontscharovia, Hedeoma, Hesperozygis, Hoehnea, Killickia, Kurzamra, máta (Mentha), polej (Pulegium), Micromeria, Minthostachys, zavinutka (Monarda), Monardella, Obtegomeria, dobromysl (Origanum), Pentapleura, Piloblephis, Poliomintha, Pycnanthemum, Rhabdocaulon, Rhododon, Saccocalyx, saturejka (Satureja), mateřídouška (Thymus), Stachydeoma, Thymbra, Zataria, Ziziphora

Subtribus Salviiinae
- Meduňka (Melissa), Lepechinia, šalvěj (Salvia) – v širokém pojetí včetně někdejších rodů perovskie (Perovskia), rozmarýn (Rosmarinus), Dorystaechas, Meriandra a Zhumeria

Subtribus Nepetinae
- Agastache (Agastache), cedronela (Cedronella), včelník (Dracocephalum), popenec (Glechoma), Heterolamium, Hymenocrater, yzop (Hysoppus), šanta (Nepeta), olejnička (Lallemantia), Lophanthus, Marmoritis, Meehania, Schizonepeta

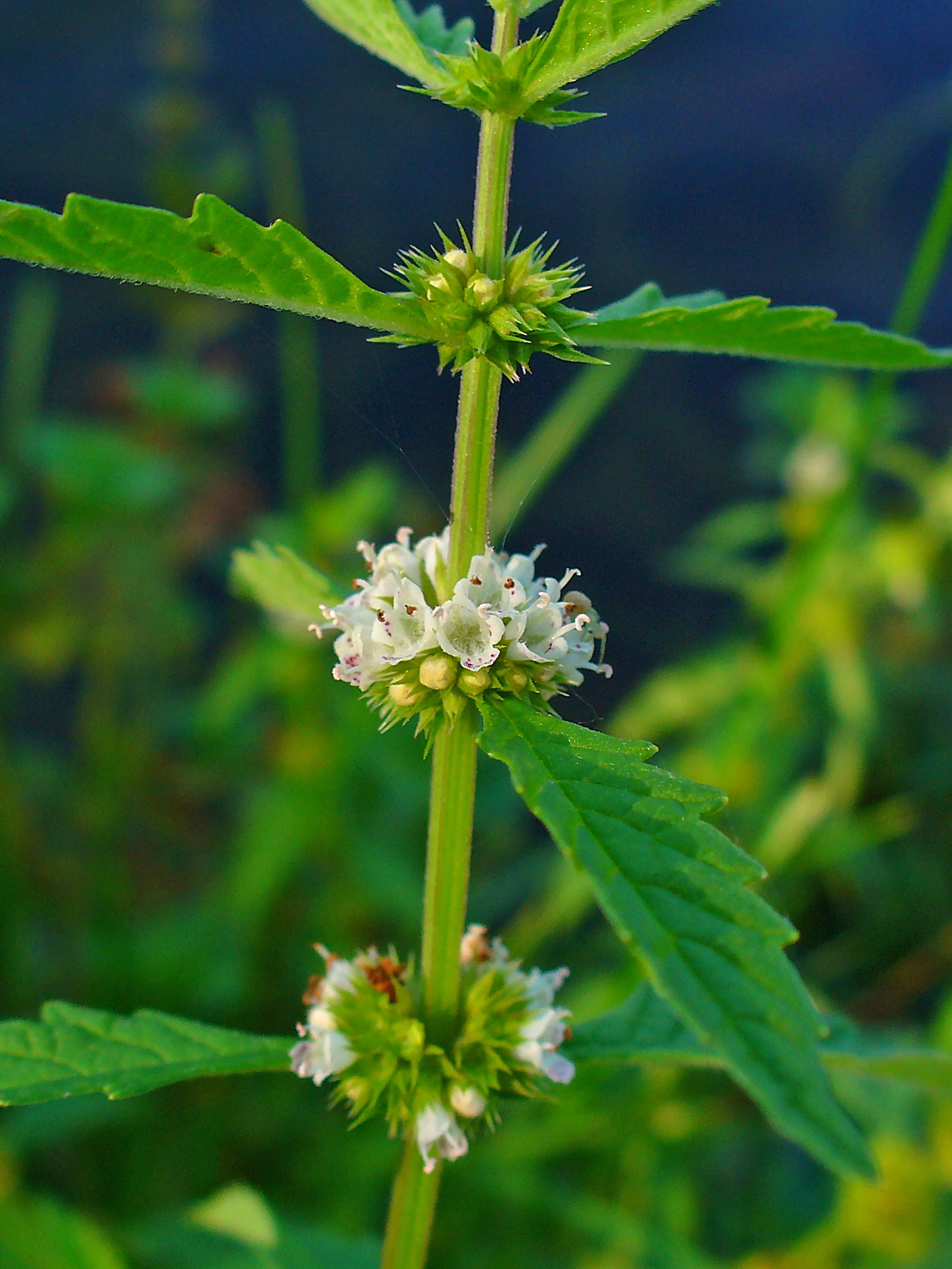
Karbinec evropský
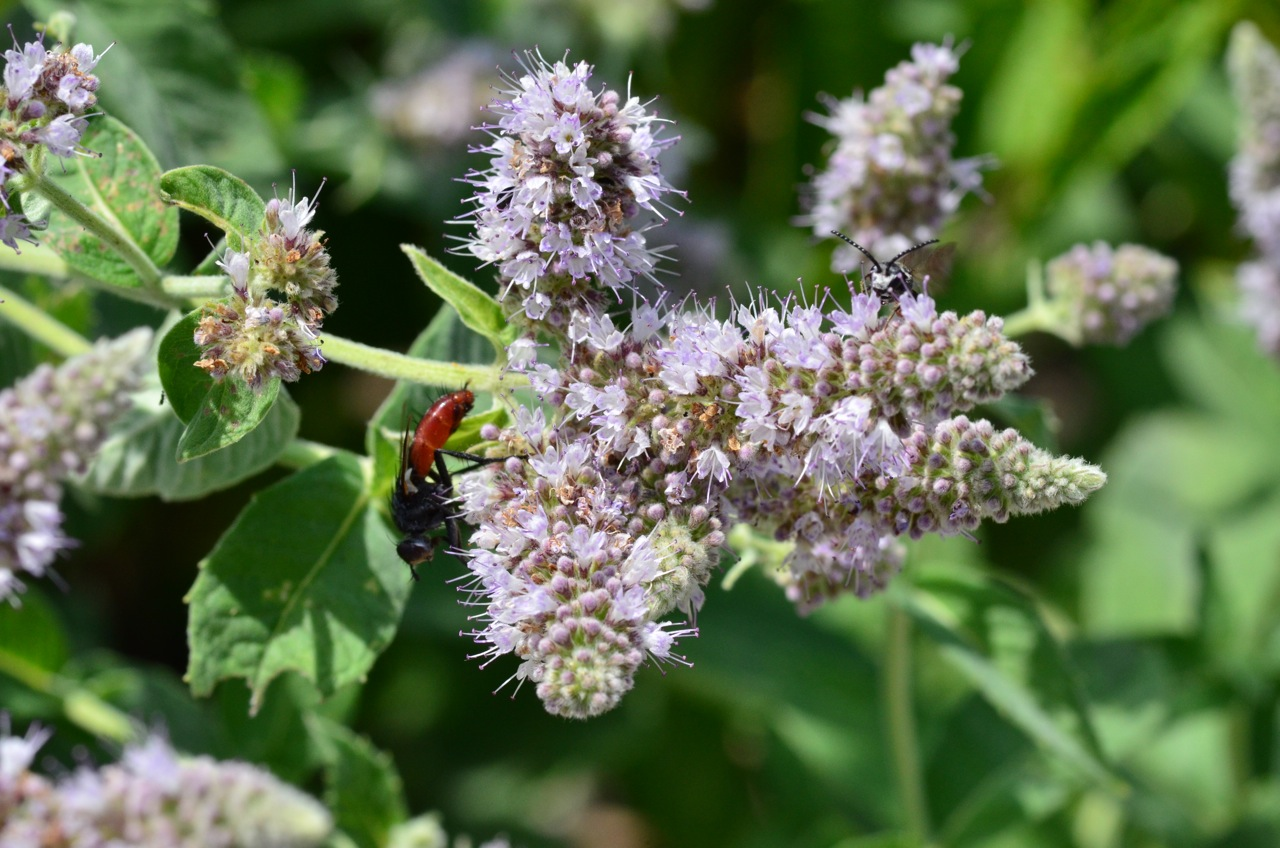
Máta dlouholistá
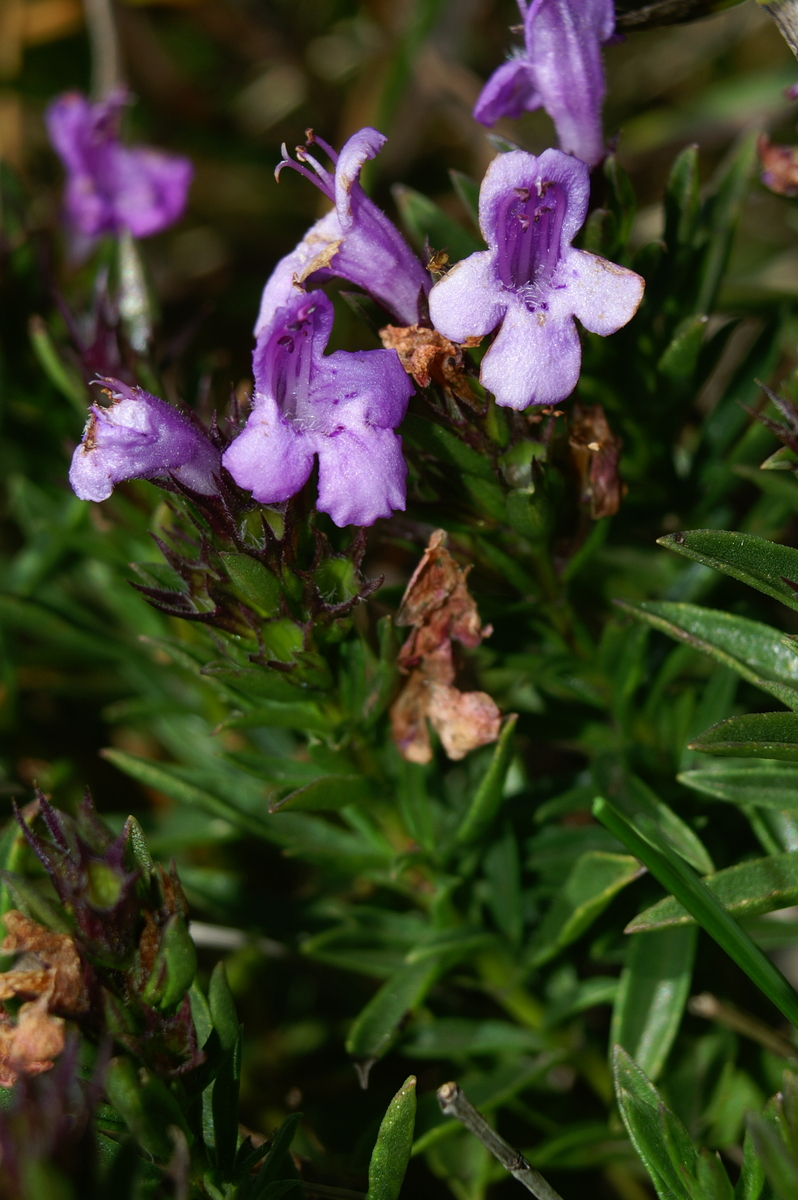
Ozdobný kultivar saturejky
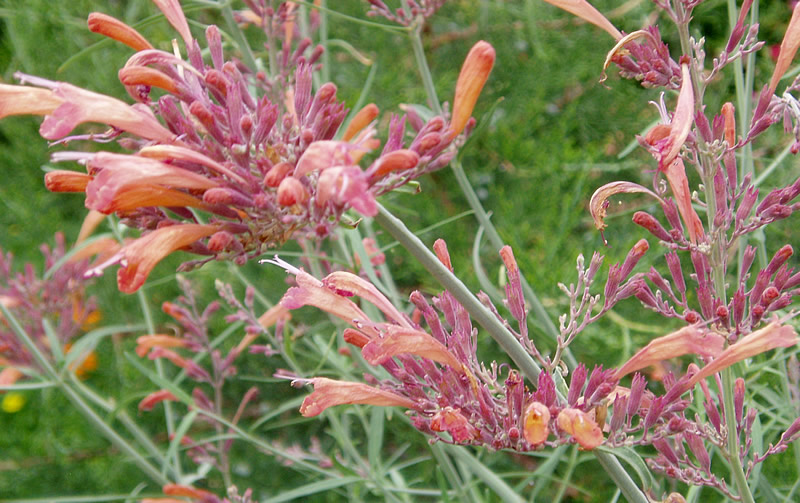
Agastache rupestris
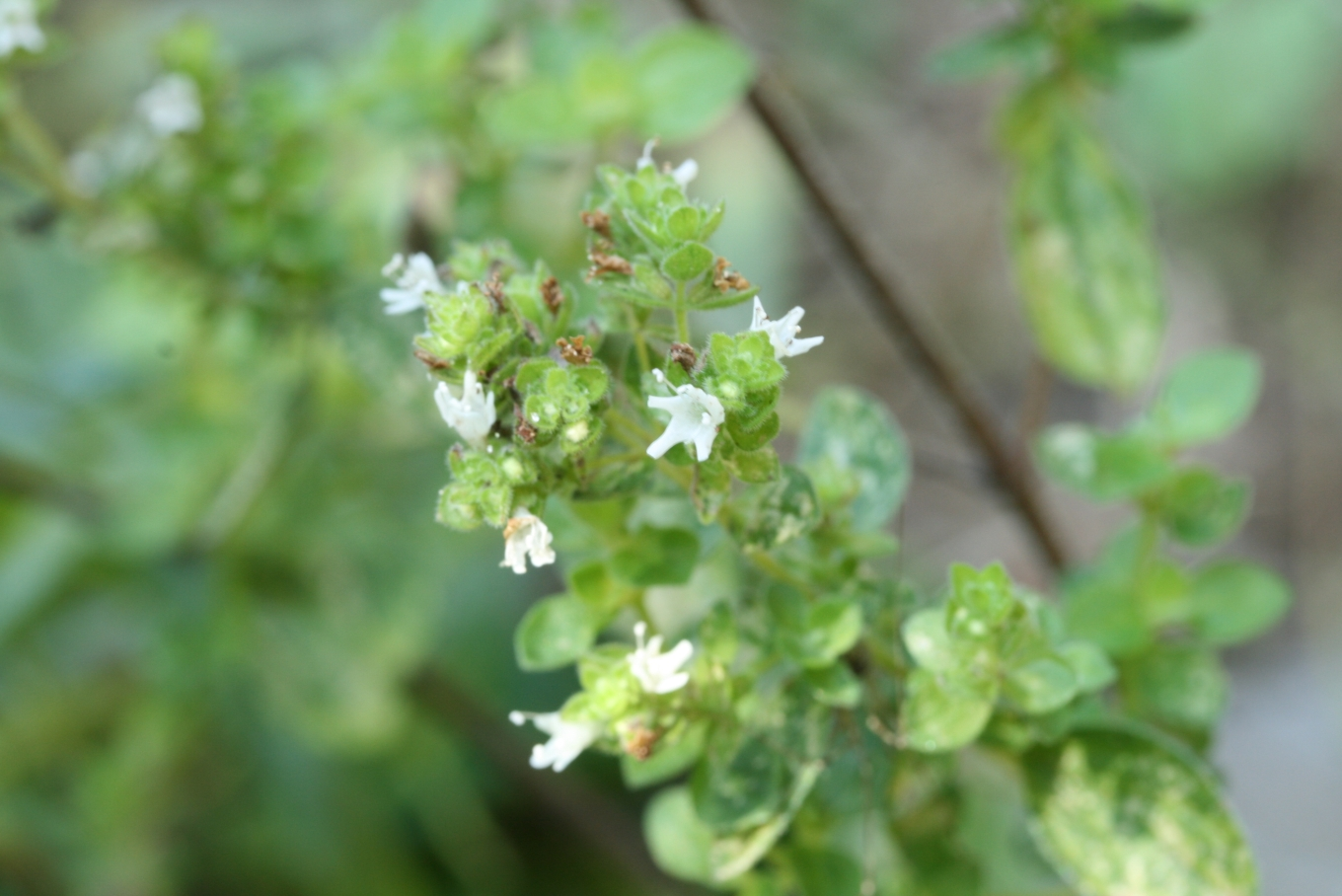
Drobné květy majoránky (Origanum majorana)
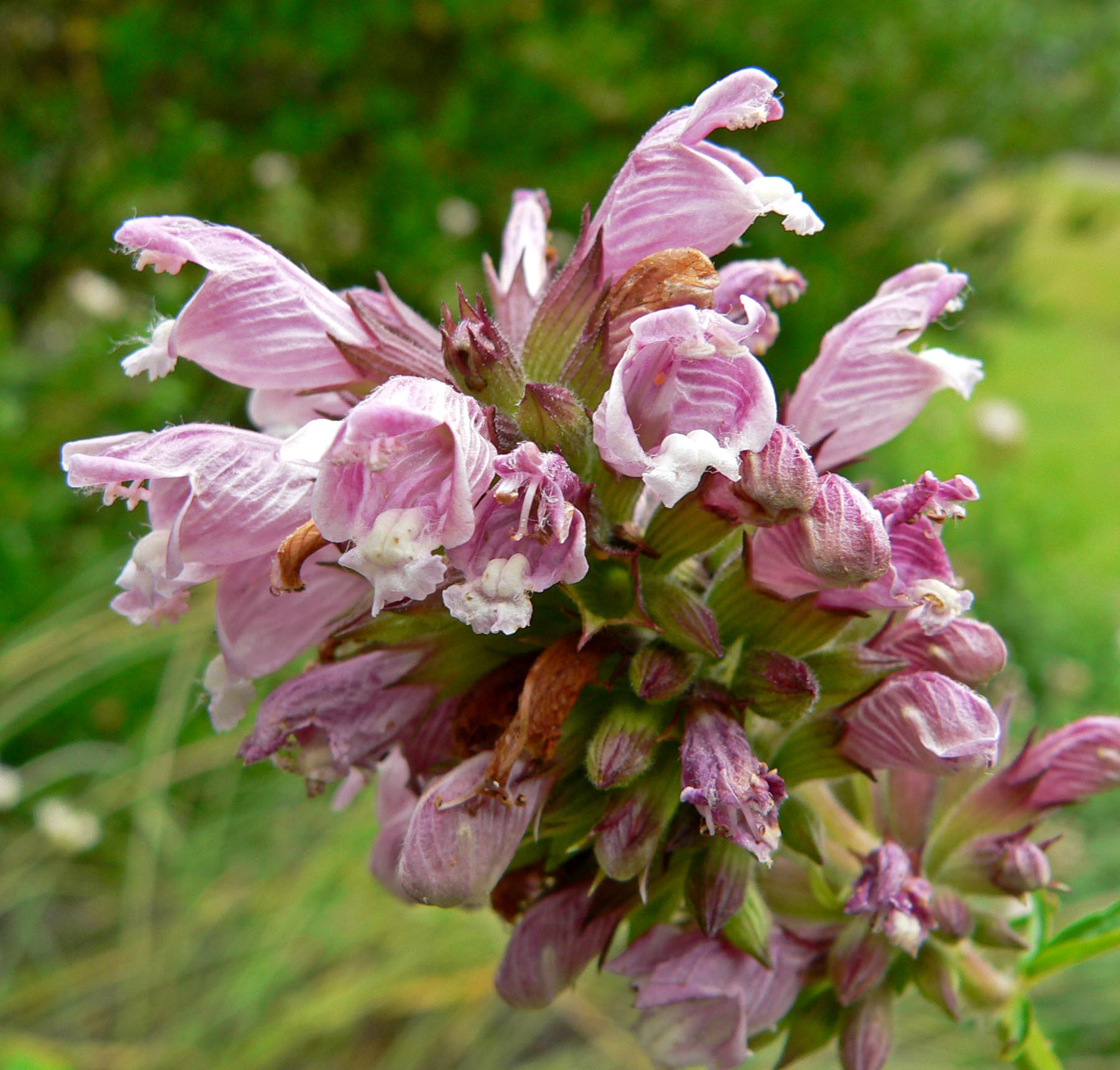
Cedronella canariensis
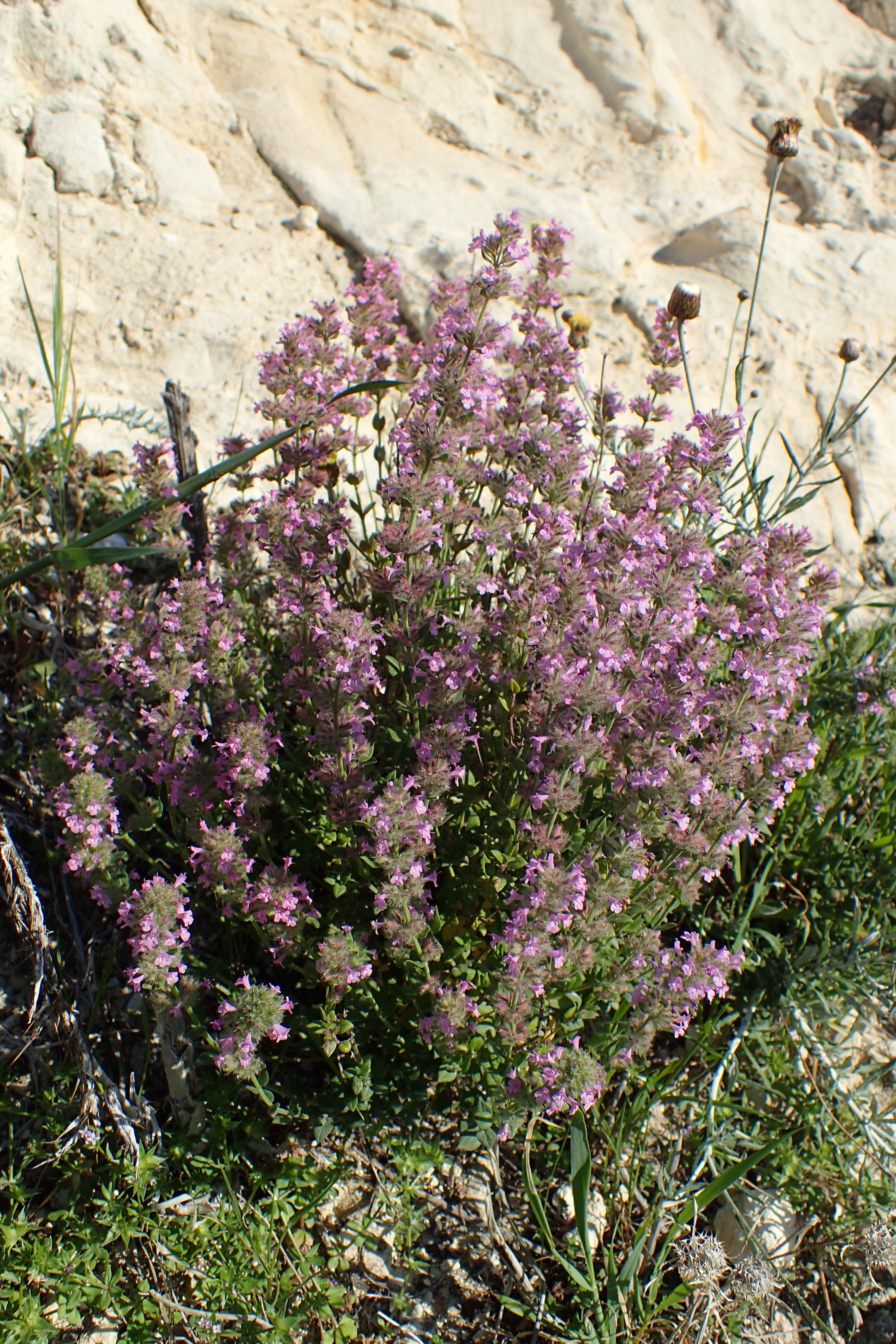
Micromeria nervosa

## Význam

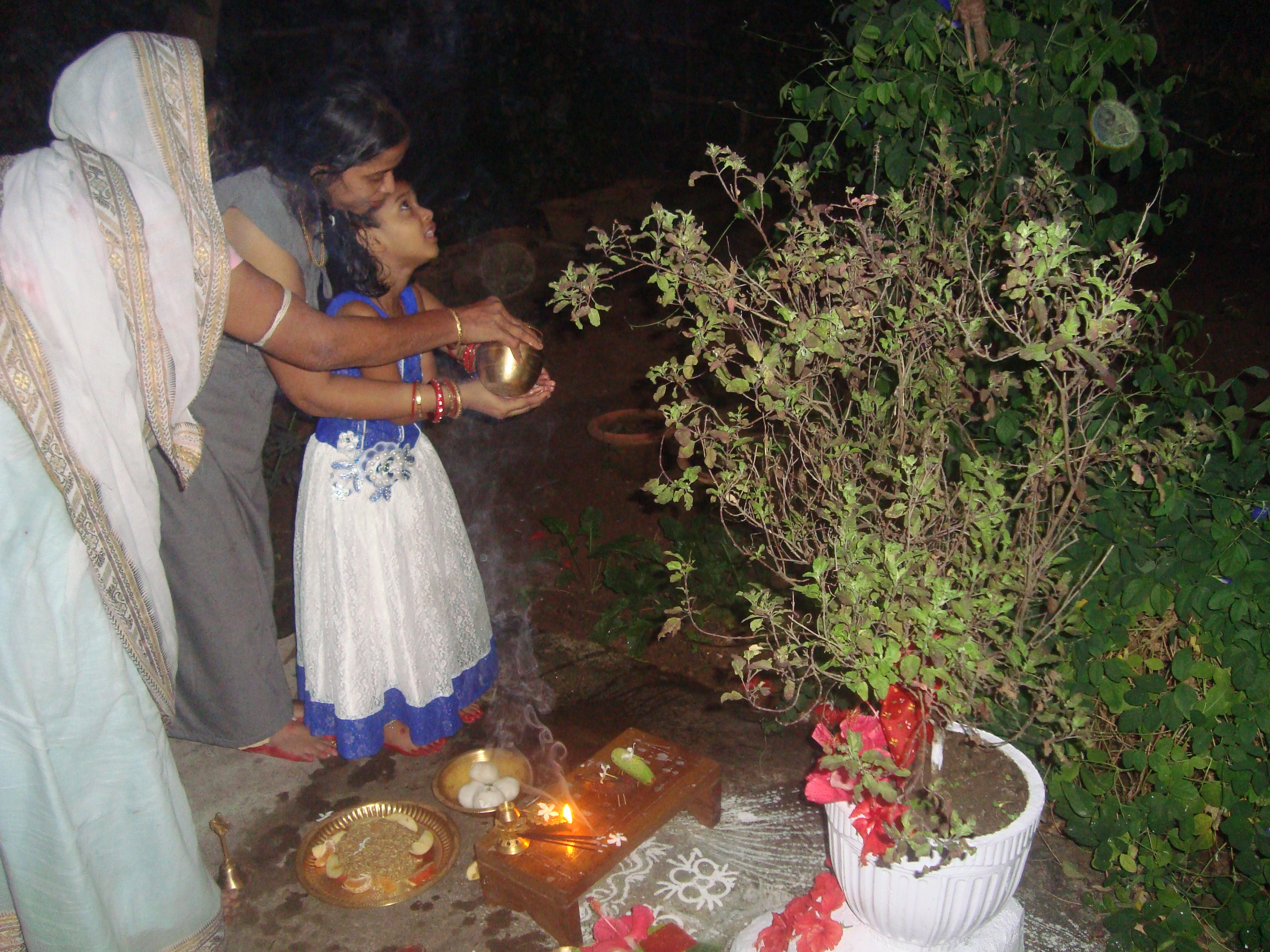
Pěstování posvátné bazalky Tulsi v Indii

Podčeleď Nepetoideae patří ke skupinám rostlin se značným ekonomickým a kulturním významem. Z některých druhů šalvěje, máty a levandule se získávají vonné silice užívané v kosmetice, parfumerii a aromaterapii. Bazalka, tymián, oregáno, majoránka, saturejka či rozmarýn jsou oblíbená koření. Široké kulinářské využití mají v Koreji, Japonsku, Vietnamu a Thajsku štiplavě chutnající listy i olejnatá semena perily (Perilla frutescens), jejíž pěstování se dostává do módy i v ČR. Jedlá výživná semena šalvěje hispánské a šalvěje Salvia columbariae jsou známa jako chia.
Mnohé byliny z této podčeledi jsou užívány jako léčivky (šalvěj lékařská, meduňka, máta peprná, yzop lékařský, mateřídouška, dobromysl, karbinec, hoslundie a další). Ze semen olejničky (Lallemantia iberica) se lisuje technický olej. Psychoaktivní látky obsahuje šalvěj divotvorná nebo šanta kočičí. Indická bazalka Ocimum tenuiflorum (zvaná též Tulsi nebo Tulasi) je v hinduismu uctívána jako posvátná rostlina, šalvěj bílá (Salvia apiana) se u indiánských kmenů Kalifornie a Mexika tradičně užívá jako rituální vykuřovadlo.
Pro atraktivní vzhled jsou některé druhy pěstovány jako okrasné rostliny (letničky i trvalky), např. různé kultivary levandule, zavinutka (Monarda), rýmovník, agastaché mexická, perovskie lebedolistá nebo některé druhy šalvěje a šanty. Mnohé z uvedených patří mezi významné medonosné rostliny.